# Кубульская волость
Ку́бульская во́лость или Кубулская волость (латыш. Kubulu pagasts, ранее — латыш. Kubuļu pagasts) — одна из 19 волостей Балвского края в Латвии. Волостной центр — село Кубули. Крупные населённые пункты — сёла Курна, Друвениеки и Целмене.
На начало 2015 года население волости составляло 1372 постоянных жителя.